# Myakka (sol)
Pour la localité de Floride, voir Myakka City.

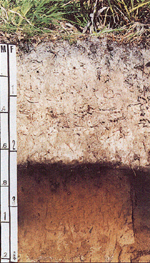
Coupe d'un sol de Myakka.

Le Sol de Myakka est un type de sol présent en Floride sur une superficie de plus de 6 000 km2. Le mot Myakka provient d'un terme amérindien signifiant « Grandes eaux ».
Le sol de Myakka trouve son origine géologique dans des dépôts sédimentaires marins. Ce type de terrain constitue un milieu apprécié par le Pin des marais, le Pin à aiguilles longues et le Palmier de Floride.
Le sol est un des symboles de la Floride.